# Tolna complicata
Tolna complicata is een vlinder uit de familie spinneruilen (Erebidae). De wetenschappelijke naam is voor het eerst geldig gepubliceerd in 1880 door Butler.
De soort komt voor in tropisch Afrika.